# Prokura
Prokura (z latin. prōcūrāre- starat se o, ang. procuration, něm. Prokura, pol. prokura) je institut obchodního práva, zakotvený v českém právu v občanském zákoníku (§ 450–456), jímž podnikatel zmocňuje prokuristu (dříve užívaná zkratka prok.) ke všemu právnímu jednání, k němuž dochází při provozu obchodního závodu nebo jeho pobočky, i když se k nim jinak vyžaduje zvláštní plná moc. Je tedy zvláštní formou plné moci, jež nabývá účinnosti již samotným udělením, a tedy zápis prokuristy v obchodním rejstříku je toliko deklaratorní.
Prokuristou, který má povinnost jednat s péčí řádného hospodáře, může být jen fyzická osoba, která je plně svéprávná. Prokuru může udělit pouze podnikatel, který je sám do obchodního rejstříku zapsán. Omezení prokury vnitřními pokyny nemá právní následky vůči třetím osobám, prokurista ale už nemůže udělit prokuru, ani ji přenést na jiného. Prokura zanikne převodem nebo pachtem obchodního závodu, smrtí podnikatele ale nezaniká, ledaže ten při udělení prokury stanovil, že má trvat pouze za jeho života. Po smrti podnikatele však může prokurista činit jen úkony v rámci obvyklého hospodaření a další úkony nad tento rámec jen se souhlasem dědiců a se svolením soudu.
Prokurista se podepisuje tím způsobem, že k firmě podnikatele, za kterého jedná, připojí dodatek označující prokuru a svůj podpis. Dodatek může mít různou formu, nejčastěji však půjde o slovní vyjádření in procura, per procura nebo o zkratky „Ppa“ či „p.p.“ Byla-li udělena jen pro pobočku obchodního závodu či jen pro jeden závod z více, musí být specifikována i tato okolnost.

## Druhy prokury
Podnikatel může udělit prokuru jedné osobě (tzv. prokura individuální) nebo více osobám (tzv. prokura hromadná). Pokud byla prokura udělena více osobám, musí návrh na zápis do obchodního rejstříku obsahovat i určení, zda musí jednat společně, jinak platí, že každý podnikatele zastupuje samostatně.
Pokud to není v udělené prokuře výslovně stanoveno, prokurista není oprávněn zcizovat nemovité věci a zatěžovat je (tzv. prokura základní). Je-li zmocněn alespoň k jednomu z uvedených úkonů, jedná se o tzv. prokuru rozšířenou. Další druh prokury spočívá v omezení jednání prokuristy způsobem jednání zapsaným do veřejného rejstříku. Je-li možnost prokuristy jednat omezena pravidlem více očí (kdy jednat musí více než jeden prokurista), jedná se o tzv. prokuru filiální.